# Raiamas senegalensis
Raiamas senegalensis е вид лъчеперка от семейство Шаранови (Cyprinidae). Видът не е застрашен от изчезване.

## Разпространение и местообитание
Разпространен е в Бенин, Буркина Фасо, Гана, Гвинея, Египет, Етиопия, Камерун, Кения, Кот д'Ивоар, Мали, Нигер, Нигерия, Сенегал, Того, Централноафриканска република, Чад и Южен Судан.
Обитава крайбрежия, плажове и езера.

## Описание
На дължина достигат до 24,5 cm, а теглото им е не повече от 60 g.